# Rosentalviadukt

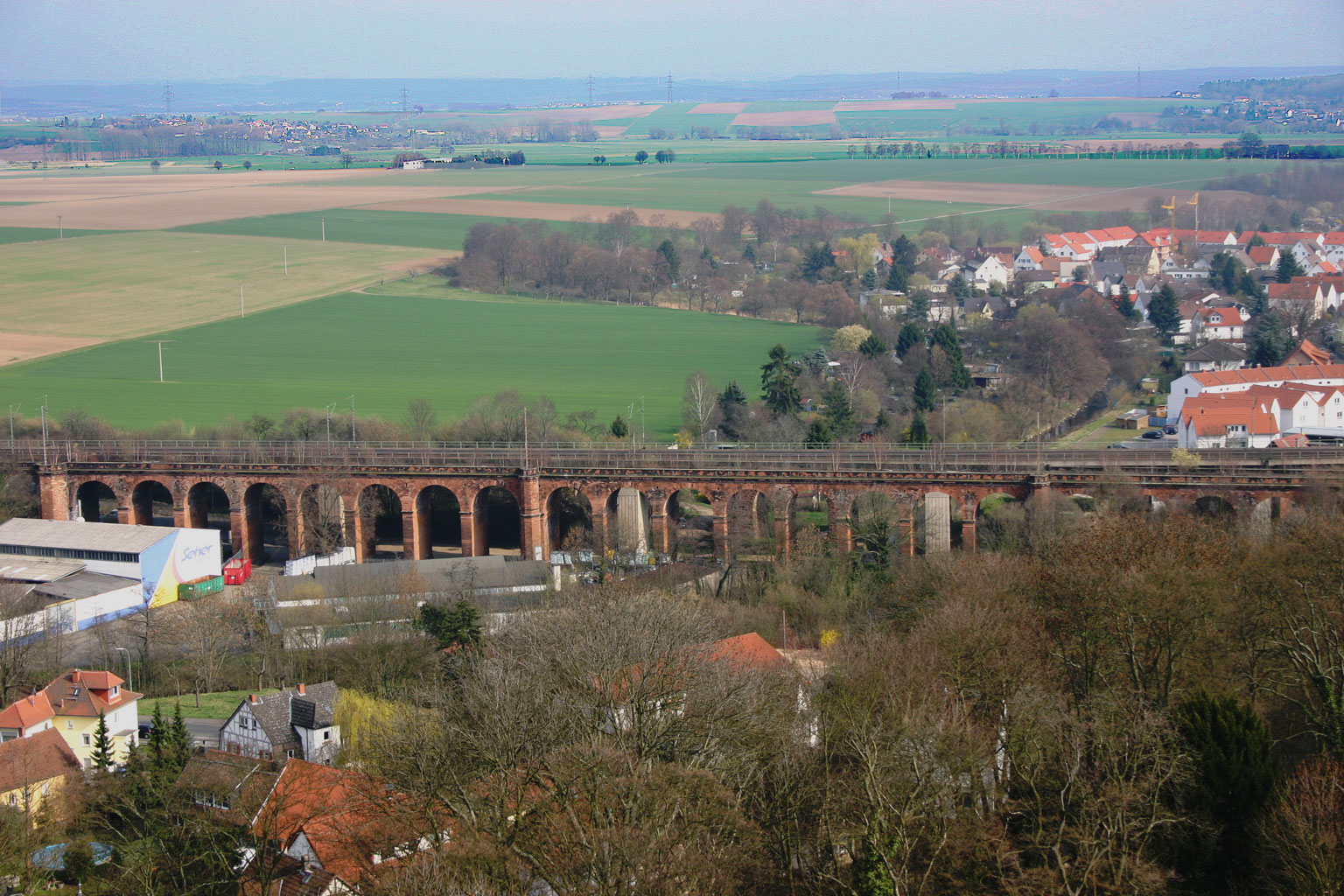
Rosentalviadukt in Friedberg (März 2005)

Das Rosentalviadukt (Volksmund: 24 Hallen) ist eine historische Eisenbahnbrücke nördlich der Bahnhofseinfahrt von Friedberg auf der Main-Weser-Bahn.

## Topographie
Das Rosentalviadukt quert das Tal der Usa zwischen Friedberg und Bad Nauheim. Das historische Viadukt stammt aus der Bauzeit der Main-Weser-Bahn 1847–1850 und wurde 1982 in seiner Funktion durch eine parallel geführte, moderne Beton-Konstruktion ersetzt, ohne dass die historische Brücke abgerissen wurde.

## Bauweise

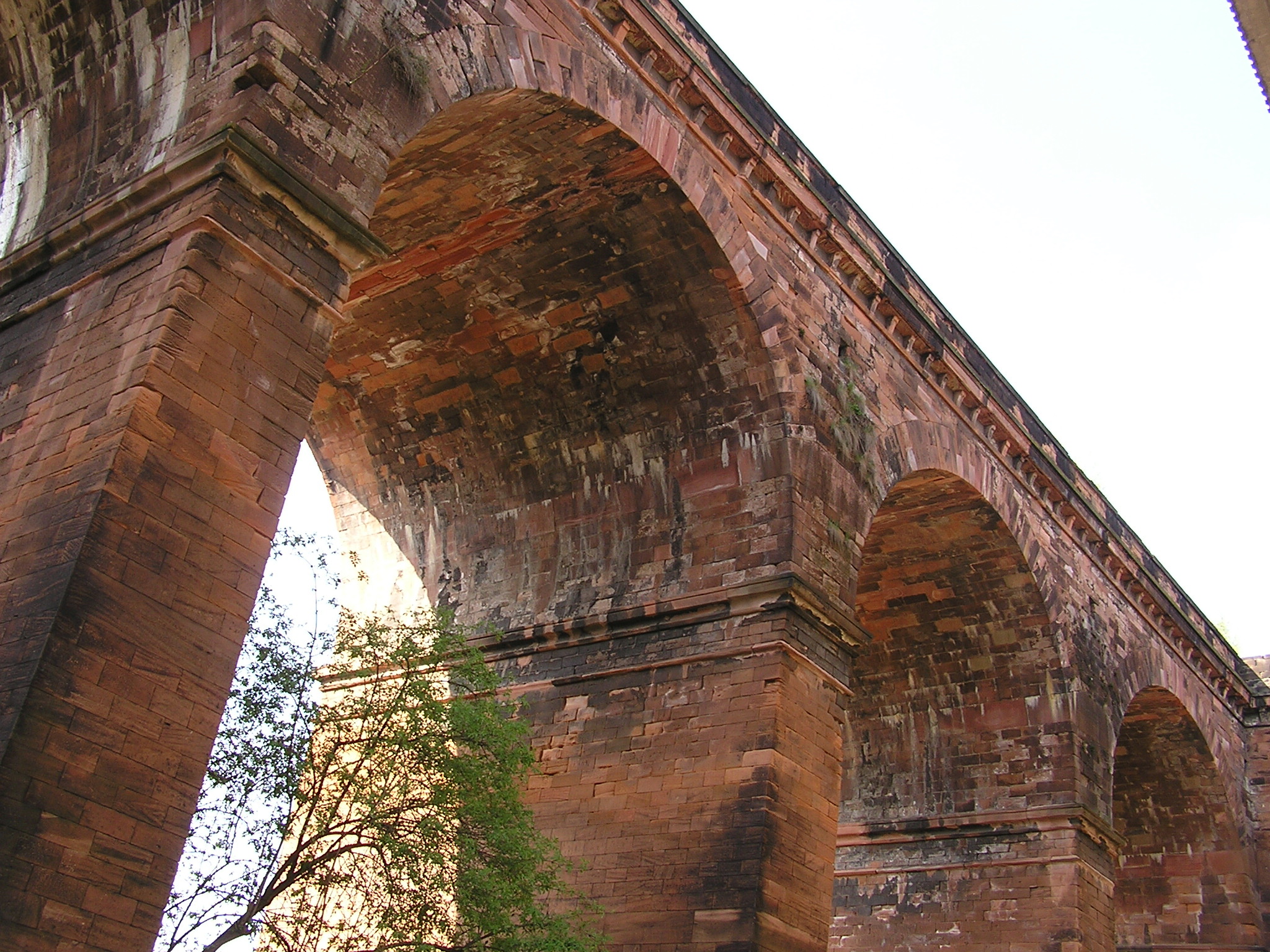
Rosentalviadukt

Das historische Rosentalviadukt ist eine monumentale Stein-Bogenbrücke mit aufgefüllten Bogen aus rotem Sandstein. Sie wurde von dem Mainzer Architekten Peter Hochgesandt geplant. Mit 24 Bögen – deswegen auch ihr zweiter Name 24 Hallen – überspannt sie über 275 Meter in einer Höhe von 16 Metern das Usatal. Die 24 Bögen werden durch polygonale Pfeiler in drei Gruppen zu je acht Bögen geteilt. Die Plattformen der Pfeiler ermöglichten Betriebsangehörigen der Bahn einen sicheren Schutz vor herannahenden Zügen. Die Bögen werden von konisch zulaufenden Pfeilern getragen, über deren Gesims die Bögen ansetzen. Stilistisch ist das Bauwerk an römische Aquädukte angelehnt. Den oberen Abschluss bildet ein profiliertes Brüstungsband.
Diese sehr repräsentative Ausführung der Brücke soll daher rühren, dass sie in unmittelbarer Nähe und im Sichtfeld der Burg Friedberg liegt, die zur Erbauungszeit der Main-Weser-Bahn den Großherzögen von Hessen-Darmstadt als Residenz diente.
Fast parallel verläuft eine niedrigere (12 m), kürzere (270 m) und ebenfalls zweigleisig angelegte Bogenbrücke (Rosentalviadukt II) in einfacherer Ausführung für die 1897 eröffnete Horlofftalbahn. Diese Steinbrücke mit neun Bögen ersetzt seit 1937 eine Fachwerkbrücke aus dem Jahr 1897.

## Denkmalschutz und Rechtslage

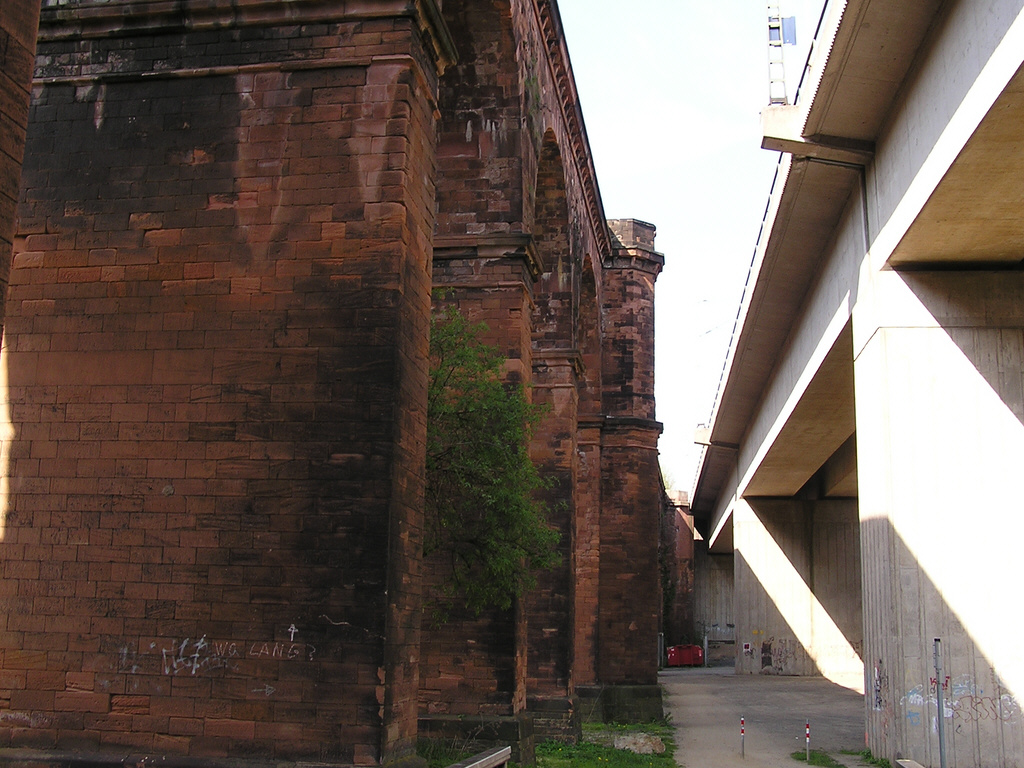
Rosentalviadukt und parallele neue Brücke

Das Rosentalviadukt gilt als bedeutendes verkehrstechnisches Kulturdenkmal nach dem Hessischen Denkmalschutzgesetz. Die Brücke ist in dieser Größe in solcher künstlerischen Ausführung in Hessen einmalig. 
Gleichwohl wurde sie durch einen Planfeststellungsbeschluss der damaligen Deutschen Bundesbahn aus dem Jahr 1976, der die Errichtung der neuen Betonbrücke regelte, die sie betrieblich ersetzt hat, zum Abriss vorgesehen. Die Maßstäbe hinsichtlich des Umgangs mit Kulturdenkmälern waren damals weit niedriger als heute.
Da der Planfeststellungsbeschluss noch nach einer älteren Rechtslage erging, verfällt er nicht, wie das heute nach § 75 Abs. 4 VwVfG der Fall wäre. Die Rechtsnachfolgerin der Deutschen Bundesbahn, die Deutsche Bahn AG, hält also heute noch einen Rechtstitel auf Abriss des Kulturdenkmals in Händen. 
Planungsrechtlich ist sie deshalb einerseits verpflichtet, den Abriss durchzuführen, denn ein in Anspruch genommener Planfeststellungsbeschluss muss vom Vorhabenträger immer vollständig ausgeführt werden. Andererseits hat sich der gesellschaftliche Rahmen und die Wertschätzung von Kulturdenkmälern in den letzten 30 Jahren so stark verändert, dass das Recht eventuell als verwirkt angesehen werden muss und die Bahn dann verpflichtet wäre, den ursprünglichen Plan gemäß § 76 VwVfG zugunsten des Erhalts des Rosentalviadukts ändern zu lassen.

## Aktuelle Nutzung
Mitte der 2000er-Jahre war geplant, auf dem Rosentalviadukt Hessens größte Photovoltaikanlage zu errichten. Dazu wurden Holzgerüste auf dem Viadukt errichtet und Erdbewegungsarbeiten durchgeführt. Nur kurz nach Baubeginn wurde das Vorhaben durch die Baubehörde des Wetteraukreises wegen mangelnder Standsicherheit gestoppt, nachdem aufgeschüttete Erdhaufen abgerutscht waren. Seitdem hat sich an diesem Zustand nichts mehr geändert, die Brachflächen wachsen langsam wieder zu.